# 하보로선
하보로선(일본어: 羽幌線)은 일본국유철도가 운영했던 철도 노선이다. 루모이 진흥국 관내를 해안을 따라 북상하는 형태로 종관하는 노선으로 루모이역에서 루모이 본선으로부터 갈라져 나와 호로노베역에서 소야 본선에 합류했다. 국철재건법의 시행에 따라 특정지방교통선(2차)으로 지정되어, 분할 민영화 직전인 1987년 3월 30일에 폐지되었다.

## 개요
- 구간 : 루모이-하보로-호로노베(141.1km)
- 궤간 : 1067mm
- 복선화 구간 : 없음 (전 구간 단선)
- 전철화 구간 : 없음 (전 구간 비전철화)

## 연혁
하보로정의 탄광의 개발 및 산출물의 운송, 그리고 인근 해역에서 어획되는 청어의 수송을 주목적으로 건설된 노선이다. 그러나 연료가 석탄에서 석유로 변화하고, 탄광의 연이은 폐쇄와 청어 어획량 감소에 따른 주변 인구의 감소, 대체 도로의 정비 진전 등으로 인해 2차 폐지대상노선으로 지정되어 폐지되었다. 국철 최후의 폐지노선이기도 하다.
- 1927년 10월 25일 : 루모이 - 오토도 구간이 루모이 본선의 일부로써 개통
- 1928년 10월 10일 : 오토도 - 오니시카 구간 개통
- 1932년 9월 1일 : 오니시카 - 고탄베쓰 구간 개통. 루모이 본선에서 정식으로 분리되어 하보로 선이 됨.
- 1941년 12월 9일 : 고탄베츠 - 지쿠베쓰 구간 개통, 히가시루모이 신호장 폐지
- 1935년 6월 30일 : 호로노베 - 엔베쓰 구간이 데시오 선으로 개통
- 1958년 10월 18일 : 지쿠베쓰 - 엔베쓰 구간 개통, 데시오 선을 하보로 선에 편입하여 전 구간 개통
- 1987년 3월 30일 : 폐지

## 운행
1962년부터 삿포로-하보로 간을 운행하는 급행 하보로(はぼろ)가 운행되었으나 폐지 직전인 1986년 11월 시간표 개정 때 폐지되었다. 그 외에 각역정차 열차가 5왕복가량 운행된 외에 하보로를 경계로 하여 일부 구간을 운행하는 열차도 있었다. 한편 화물 운송은 탄광철도가 접속되는 지쿠베쓰 역을 중심으로 이루어졌다.

## 역 목록
호로노베(幌延) - 사쿠카에시(作返, 가승강장) - 후라오이(振老) - 니시후라오이(西振老, 가승강장) - 기타카와구치(北川口) - 나카카와구치(中川口, 가승강장) - 데시오(天塩) - 간타쿠(干拓, 가승강장) - 사라키시(更岸) - 기타사토(北里, 가승강장) - 마루마쓰(丸松) - 케이메이(啓明, 가승강장) - 엔베쓰(遠別) - 데시오카나우라(天塩金浦) - 우타코시(歌越) - 교세이(共成) - 데시오오자와(天塩大沢) - 도요사키(豊岬) - 쇼산베쓰(初山別) - 데시오사카에(天塩栄) - 데시오아리아케(天塩有明) - 지쿠베쓰(築別) - 시타노타키(下ノ滝, 가승강장) - 하보로(羽幌) - 오코쓰(興津, 가승강장) - 도마마에(苫前) - 우에히라(上平) - 고탄베쓰(古丹別) - 반야노사와(番屋ノ沢, 가승강장) - 리키비루(力昼) - 치마쓰(千松, 가승강장) - 오니시카(鬼鹿) - 도미오카(富岡, 가승강장) - 오토도(大椴) - 하나오카(花岡, 가승강장) - 오비라(小平) - 우스야(臼谷) - 산도마리(三泊) - 히가시루모이(東留萌, 신호장) - 루모이(留萌)